# Dinoponera gigantea
Dinoponera gigantea är en myrart som först beskrevs av Perty 1833.  Dinoponera gigantea ingår i släktet Dinoponera och familjen myror. Inga underarter finns listade i Catalogue of Life.